# Marcel Barthe
Pour les articles homonymes, voir Barthe.
Marcel Barthe, né le 15 janvier 1813 à Pau (Pyrénées-Atlantiques) et mort le 15 février 1900, est un homme politique français.

## Biographie
Lors de la crise du 16 mai 1877, il est l'un des 363 opposants au ministère de Broglie
- Député des Basses-Pyrénées de 1848 à 1849, de 1871 à 1877 et de 1878 à 1882.
- Sénateur des Basses-Pyrénées de 1882 à 1900.
- Conseiller général de Pau-Est de 1866 à 1889.
- Président du Conseil général des Basses-Pyrénées de 1883 à 1889.